# Liste der politischen Parteien in Jersey
Diese Liste bietet einen Überblick über die politischen Parteien der Kronbesitzung Bailiwick of Jersey.
Im States of Jersey werden die Sitze vorwiegend von Unabhängigen besetzt.

## Parteien
| Name | Name            | Ausrichtung              | Sitze im States of Jersey (2023) | Gründung                                                                       | Internetseite       | Anmerkungen                                 |
| ---- | --------------- | ------------------------ | -------------------------------- | ------------------------------------------------------------------------------ | ------------------- | ------------------------------------------- |
|      | Advance Jersey  | Liberaler Konservatismus | 02                               | 2021 als politische Bewegung gegründet, 2022 als politische Partei registriert | jlc.je              | bis April 2025 Jersey Liberal Conservatives |
|      | Jersey Alliance | Mitte-rechts             | 0                                | 2021                                                                           | jerseyalliance.je   |                                             |
|      | Reform Jersey   | sozialdemokratisch       | 10                               | 2012 als Interessengruppe gegründet, 2014 als politische Partei registriert    | www.reformjersey.je |                                             |

## Historische Parteien
- Jeannot party (Magots) (entstanden in den 1780er Jahren)
- Charlot party (entstanden in den 1780er Jahren)
- Rose party (ehemals Jeannots) (gegründet 1819)
- Laurel party (ehemals Charlots) (gegründet 1819)
- Jersey Labour Party (aktiv in den 1940er Jahren)
- Jersey Progressive Party (aktiv in den 1940er Jahren)
- Jersey Democratic Movement (aktiv in den 1940er bis 1990er Jahren)
- Jersey Green Party (1980–2005)
- Jersey Democratic Alliance (2005–2011)
- Centre Party (2005–2007)
- Jersey Conservative Party (gegründet 2007)
- Liberal Democrats (Jersey Liberal Democrats Abroad Zweig im November 2011 gegründet)
- Progress Party (2021–2023)